# ミハイロ・フェドロフ
- ミハイロ・フェドロフ
- ミハイロ・フョードロフ

ミハイロ・アルベルトヴィチ・フェドロフ（ウクライナ語: Миха́йло Альбе́ртович Фе́доров, ラテン文字転写: Mykhailo Albertovych Fedorov, 1991年1月21日 - ) は、ウクライナの政治家、2019年からデジタル改革担当大臣を務めているビジネスマン。ウクライナの政治史上最年少の大臣。2021年3月19日以来、ウクライナ国家安全保障・国防会議のメンバー。また、2019年から2023年までウクライナ副首相、2023年よりイノベーション・教育・科学技術担当ウクライナ副首相、2025年より第一副首相を兼任している。

## 略歴
ザポリージャ国立大学を卒業。2012年、地元の学生フェスティバル「2012 Student Republic」において、アンドリー・ボンダレンコに代わって「ザポリージャの学生市長」に選出された。
SMMスタジオの創設者である。2014年、5.10政党のメンバーとして、2014年のウクライナ議会選挙でウクライナ最高議会に立候補し、政党リストの166番目（最後尾）となって落選した。5.10政党（党首のヘナディ・バラショフ）は5%の通過基準を通過できず、選挙中42%だけ獲得し、参加政党中14位であった。
2019年のウクライナ大統領選挙後、ヴォロディミル・ゼレンスキー大統領の顧問に就任した。
2019年のウクライナ議会選挙において、政党「国民の僕」の政党リストに載っていたが、自身は同党の登録メンバーではない（中央選挙管理委員会によれば無所属）。 選挙でウクライナ最高議会に選出されている。
2019年8月29日、ホンチャルク内閣のデジタル変革大臣に任命された。
2023年3月20日、ウクライナ副首相兼デジタル変革大臣を辞任。翌日イノベーション・教育・科学技術担当ウクライナ副首相兼デジタル変革大臣に任命された。

2025年7月16日、シュミハリ内閣総辞職によりイノベーション・教育・科学技術担当副首相を解任され、翌日に発足したスヴィリデンコ内閣で第一副首相兼デジタル変革大臣に任命された。

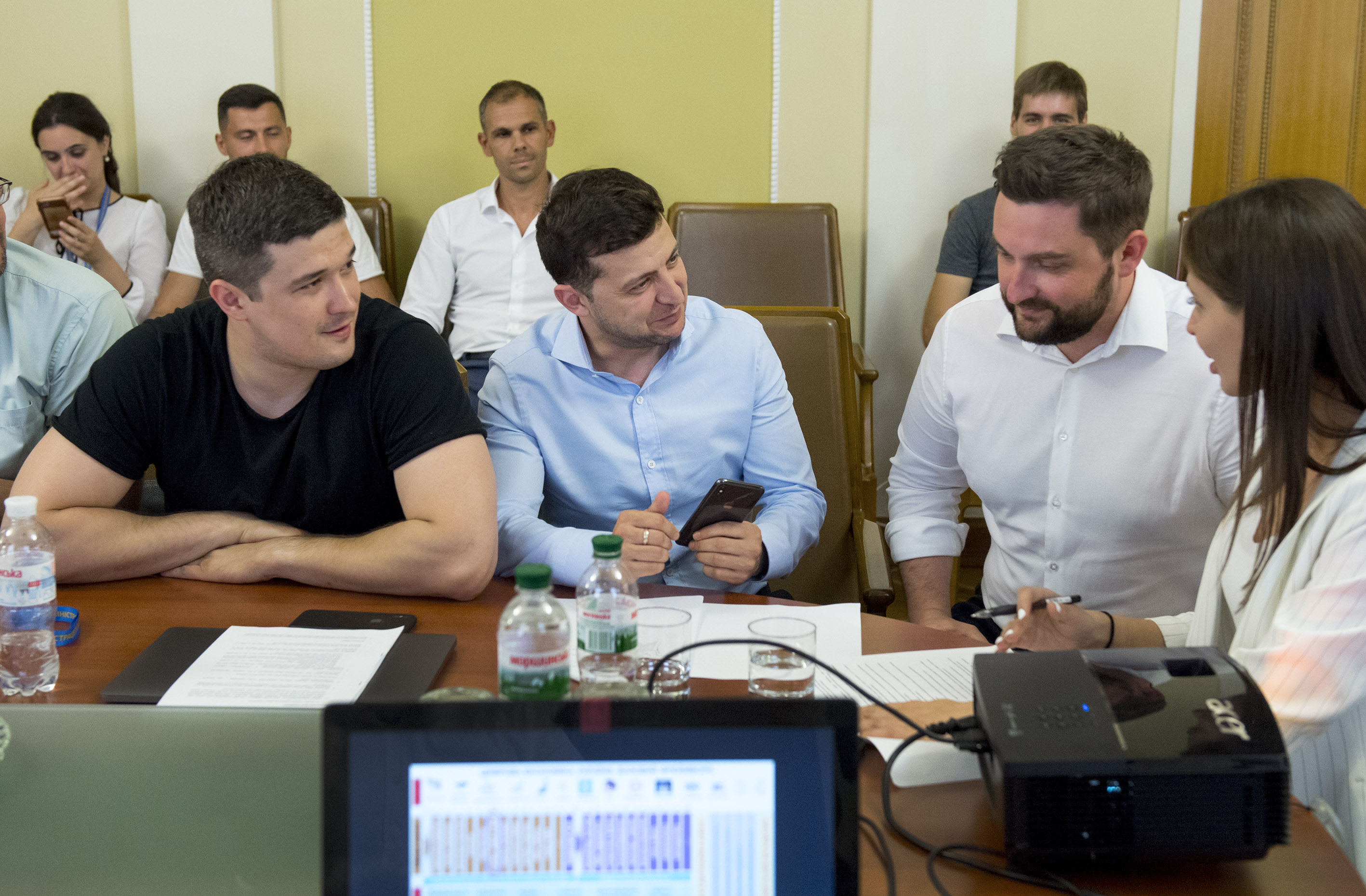
フェドロフ（左）とウォロディミル・ゼレンスキー大統領（2019年6月12日）

フェドロフは就任後、2024年までにデジタル状態を構築し、公共サービスの100％をオンラインにする、という目標を設定した 20%、のサービスを役人の介入なしに自動的に提供し、1つのオンライン記入フォームで「どんな生活状況でも」サービスのパッケージを受け取ることを目指す、いわゆる「スマホでの国」プロジェクトに設定された。2019年11月5日、Facebookで、「スマホでの国」プロジェクトは2020年には国家予算で賄われない（しかし2021年には賄いたい）が、「効果的なチームと国際技術援助、官民パートナーシップ、ボランティアに依存する」と投稿した。翌日、オレクシー・ホンチャルク首相は、各政府省庁がデジタル化のための支出を計画しており、デジタル変革省は個別の予算を持っていること、したがって国家予算は2020年に「スマホでの国」プロジェクトを開始するために十分であることを強調した。

## サービス・プロジェクト
チームとともに、さまざまなサービスやプロジェクトを立ち上げた。
- ディヤは、利用者がオンラインで公共サービスを受けられるよう、ポータルとアプリケーションである。ポータルでは70以上の公共サービス、アプリケーションでは世界初の公式デジタルパスポートを含む15のデジタル文書と23のサービスを利用できる。利用者数は、ディヤウェブポータルが1940万人、ディヤアプリケーションが1800万人のウクライナ人に達している[22]。
  - ディヤ・City - IT企業のための税金が最も安い特別な法的スペースである。すでに340社以上、24,000人以上のプロが加入している[23]。
  - E-レジデンシー - ウクライナに物理的な拠点を持たずとも、オンラインでビジネスを行うことができる外国人向けのステータス。E-レジデントは、有利な課税条件を得る[24]。
  - COVID-証明書。数回クリックするだけで、証明書がスマートフォンに即座に表示され、ヨーロッパのあらゆる場所で通用する。ウクライナ人は1200万枚以上の証明書を発行している[25]。
  - ディヤ・デジタル教育は、無料のデジタルリテラシーのコースを持つオンラインプラットフォームである。プラットフォームには75のコースがあり、130万人以上の利用者がいる[26]。

- ディヤ・ビジネス - ビジネスを支援するためのプラットフォーム。経営者は無料で相談を受けたり、発展のためのアイデアを見つけたりすることができる。すでに14,500件以上の専門的な相談を受けている[27]。
- ディヤ・サンたーズ - ウクライナ人が公共サービス、オンラインサービス、ビジネスに関するアドバイスなどを受けられる所のネットワーク。現在、ウクライナで26のディヤ・サンたーズが運営されている[28]。
- eMalyatko - 新生児を持つ親向けの10 in 1のサービス。1つのアプリケーションで子どもの登録ができ、事務所に行かなくても10のサービスを受けられる。例えば、本籍地登録や出産手当金の割り当てなどが受けられる。2022年7月1日の時点で、27万人以上の親がeMalyatkoサービスを利用した[29]。
- e支援 - ウクライナ大統領によって始められた、ビジネス向けの財政支援プログラム。このサービスは、ウクライナにとっても世界にとっても革新的なものとなっている。数回のクリックで支払いを受けることができる。また、国、銀行、企業を巻き込んだ、ウクライナの歴史の中で最も包括的な公共サービスである。930万人以上のウクライナ人がディヤを介して、e支援プログラム内でUAH 1,000を受け取るために申請している[30]。
- インターネット助成 - 3,000の村にある100万人のウクライナ人と7,000の社会施設が光ファイバーインターネットに接続できるよう支援したプロジェクト[31]。
- 全員の教師にノートパソコンを - デジタル変革省と教育省のイニシアチブ, 教育をデジタル化することを目指す。6万1人以上のウクライナの教師が最新のノートパソコンを受け取った[32]。
- サービスのデジタル化には、効果的で実証のある汚職防止効果がある。 2022年2月の時点で、公共サービスのデジタル化のおかげで、国は147億UAH以上を節約している。すべてのサービスがデジタル化された後の潜在的な節約額は、420億UAHに達するだろう[33]。

## 本格的な侵攻時の活動
本格的な侵攻作戦では、以下のようなプロジェクトが実施された。
ウクライナ人にとって今最も関係の深い、ディヤのサービス。その中には、 失業状態の取得と失業手当の申請、2％の申告と納税、破損／破壊された財産の報告、戒厳令期間中の臨時書類、eDocumentの受け取りなど。
e支援サービスの拡充。最も活発な敵対行為が行われていた地域のウクライナ人は、国から6千500 UAHの支援を受けることができた。500万人のウクライナ人に309億UAHが与えられた。
UNITED24 ― は、ウクライナを支援するために世界中から寄付を募る資金調達のプラットフォームである。
この資金のおかげで、国家の軍事的・人道的ニーズが満たされている。すべての資金は、防衛・地雷除去、人道的・医療的支援、ウクライナ再建の3つの分野に分配される。 例えば、重傷者救助用ヘリコプター1機、ヘルメット4万4000個、防弾チョッキ4万8000個、軍用特殊車両7台、最前線にいる医者のための携帯用ALV装置35台をこの寄付のおかげで購入できたのだ。そして、これはほんの始まりに過ぎない。
ドローンの軍隊は、防衛省が参謀本部と共同で開発した包括的なプログラムである。このプロジェクトは、ウクライナ国軍のためにドローンを調達し、ドローンを修理し、ドローンのオペレーターのための体系的な訓練を提供するものである。現在、11億UAH以上の無人航空機購入契約を締結している。また、人々はAFUのニーズに応じて自分のドローンを寄付している。
PayPalはウクライナで事業を開始した。2月、ミハイロ・フェドロフはPayPalのCEOであるダン・シュルマンにロシア市場からの撤退を訴えた。同社はロシア市場から撤退しただけでなく、6月30日までウクライナの利用者に対して手数料無料の送金を許可した。6月には、手数料なしの送金期間を9月末まで延長している。ウクライナ人が送金した、また受け取った金額の合計は2億ドル以上である。

### イーロン・マスクとのコラボレーション
ロシア軍侵攻後の2022年2月26日（日本時間）、ミハイロ・フェドロフはSNSを通じ、イーロン・マスクにウクライナへのスターリンクステーションの提供を依頼した 。同年10月までに、スペースXはウクライナに対して約2万台のスターリンクを寄付しており、重要なインフラや政府機関などに安定したインターネット接続を提供している。また、スペースXチームは、スターリンクが自動車のシガーソケットから給電できるように、消費電力を減らすためのソフトウェアを更新した。端末の数とその需要に鑑み、スペースX社はウクライナに事務所を開設することを決定した。6月9日、スターリンク Ukraineはオペレーターとして正式な登録を受けた。
スターリンクに加え、イーロン・マスクはテスラのパワーウォールをウクライナに引き渡した。これは、停電時にバックアップ電力を提供するソーラーステーションと二次電池で、ロシア軍の占領によって最も影響を受けた集落で使用されている。電力の復旧を待つのではなく、重要なインフラを再び稼働させる必要がある状況が多く、このソリューションが重宝された。本格的な侵攻が始まって以来、ウクライナは44台のテスラパワーウォールを受け取っている。

### サイバー戦争
ミハイロ・フェドロフによると、「サイバー戦争」という言葉はまもなく世界で公式に使われるようになる。ウクライナはそれに参加し、勝利を確信している。そのために、デジタル変革省チームは次のようなことを行っている。
- ロシア連邦のデジタル封鎖。本格的な戦争が始まって以来、デジタル変革省はハイテク企業に対して、ロシアでの事業を停止するよう訴えてきた。合計で600社以上に働きかけ、約150社が要請に応じ、78社がロシア市場から完全に撤退している[47][48]。
- ·IT軍―世界中から集まった25万人以上のボランティアが敵と戦うために団結し、ロシアにとって唯一可能な未来は「できるだけ遅く、近代的なデジタルツールなしで」ということを示す。本格的な侵略が始まって以来、IT軍は7000以上のオンラインリソースを攻撃し、この数は日々増え続けている。その中には、RuTube、ロシア郵便、スベルバンク、国家調達などがある[49][50]。
- e敵―ウクライナ人が侵略者の動き、戦争犯罪、協力者について報告することができるチャットボット。また、ウクライナ人は爆発物や不審物、特に地雷に関する情報を報告することができる。これはウクライナを防衛するのに役立つ。このチャットボットをすでに35万人以上が利用している。e敵内で受け取った情報のおかげで、軍隊は多くの作戦を成功させることができた。また、チャットボットは30以上の戦争犯罪に関する情報を受け取っている[51][52]。
- 人工知能による写真識別－デジタル変革省は、AIアルゴリズムの助けを借りて、かなりの数のロシア兵の略奪を識別した。また、殺害された侵略者の写真も300枚以上特定した。そして、ソーシャルエンジニアリングのおかげで、この戦争に関連する多くの人々を見つけ出し、愛する人の死を知らせ、戦争に行くことを拒否するよう求めた[53]。

## 受賞歴
- ウクライナの利益のための経済、科学、社会、文化、軍事、国家、公共、その他の分野での優れた功績に対してIII度の功労勲章を授与[54]。
- ミハイロ・フェドロフはヨーロッパのデジタルリーダーのPOLITICO Tech 28の評価に入り、Rulebreakers部門で1位を獲得した[55]。
- ディヤブランドは、英国D&AD賞の「ローカルソリューション」部門と「デジタルデザイン」部門で2つの賞を受賞した[56]。
- ディヤ.Cityはブランドエクスペリエンスとロゴデザインという2部門でRed Dot Awardを受賞した。（2022年）[57]。
- ディヤは、カンヌライオンズの「Creative Business Transformation」部門で銅像を受賞した（2022年）[58]。
- デジタル変革省チームは、毎年恒例の「クリエイティブ官僚」フェスティバルで、「クリエイティブ公務員」賞を受賞した[59]。
- ウクライナと個人的にミハイロ・フェドロフは、CYBERSECヨーロッパサイバーセキュリティフォーラムで注目された。ロシアの侵略に対する英雄的な抵抗と、民主主義世界のデジタル境界の防衛のための2つの賞を受賞した[60]。
- ディヤ.CityはEmerging Europe AwardsのModern and Future-Proof Policymakingのカテゴリーで受賞した[61]。
- デジタル変革省チームは、テレコムウクライナ2021で2つの賞を受賞した。テレコムチャレンジでは、通信産業の発展における特別な業績と、「インターネット助成」プロジェクトの「Discovery of the Year」カテゴリーで受賞した[62]。
- ディヤポータルは、Red Dot Design Award（2020年）から賞を受賞した[63]。